# Badong (Enshi)
Badong (chiń. upr. 巴东县; chiń. trad. 巴東縣; pinyin Bādōng Xiàn) – powiat w północno-wschodniej części prefektury autonomicznej Enshi w prowincji Hubei w Chińskiej Republice Ludowej. Liczba mieszkańców powiatu, w 2010 roku wynosiła 420840.